# Ari Motorfahrzeugbau
Die Ari Motorfahrzeugbau GmbH war ein deutscher Automobil- und Motorradhersteller, der in Plauen (Vogtland) ansässig war. Von 1921 bis 1922 stellte das Unternehmen Kleinwagen unter dem Namen Arimofa her.
Der 4/12-PS-Wagen war mit einem Zweizylinder-Boxermotor der Steudel-Werke ausgestattet, hatte Einzelradaufhängung vorne und wurde nur in kleiner Stückzahl gebaut.
Von 1923 bis 1925 entstand bei diesem Unternehmen ein Zweitaktmotorrad.